# Fredriksdal
Fredriksdal – miejscowość (tätort) w Szwecji, w regionie administracyjnym (län) Jönköping, w gminie Nässjö.
Według danych Szwedzkiego Urzędu Statystycznego liczba ludności wyniosła: 305 (31 grudnia 2015), 307 (31 grudnia 2018) i 299 (31 grudnia 2019).